# Coulombov zakon
Coulombov zákon [kulónov ~] je v fiziki zakon, ki podaja, kako sila med dvema točkastima električnima nabojema pojema z razdaljo. Imenuje se po francoskem fiziku, inženirju in častniku Charlesu Augustinu de Coulombu, ki ga je leta 1783 s svojo torzijsko tehtnico prvi raziskoval in objavil. Odvisnost sile od razdalje je pred tem predlagal Joseph Priestley. Odvisnost od razdalje in naboja je pred Coulombom odkril, vendar tega ni objavil Henry Cavendish. Absolutna vrednost sile je premo sorazmerna produktu obeh nabojev in obratno sorazmerna s kvadratom razdalje med njima. Sila je privlačna, če sta naboja različno predznačena (eden pozitivno in drugi negativno), in odbojna, če sta enako predznačena.

## Skalarna oblika
V skalarni obliki je absolutna vrednost sile enaka:
{\displaystyle F_{\mathrm {e} }=\kappa _{\mathrm {e} }{\frac {|e_{1}||e_{2}|}{r^{2}}}={\frac {1}{4\pi \varepsilon _{0}}}{\frac {|e_{1}||e_{2}|}{r^{2}}}\!\,.}
Z {\displaystyle e_{1}\ } je označen prvi naboj, z {\displaystyle e_{2}\ } drugi, z {\displaystyle r\ } pa razdalja med njima. {\displaystyle \pi \ } je Ludolfovo število, {\displaystyle \varepsilon _{0}\ } pa influenčna konstanta. Sila {\displaystyle F_{\rm {e}}\ } se imenuje električna ali Coulombova sila. Coulombov zakon predstavlja enega od temeljev elektrostatike. Da je sila izražena v enakih enotah, kot se jo pozna iz mehanike, poskrbi sorazmernostni koeficient {\displaystyle \kappa _{\rm {e}}\ }, imenovan Coulombova konstanta, včasih tudi Coulombova konstanta sile:
{\displaystyle {\begin{aligned}\kappa _{\rm {e}}&={\frac {1}{4\pi \varepsilon _{0}}}={\frac {c^{2}\ \mu _{0}}{4\pi }}=c^{2}\cdot 10^{-7}\ \mathrm {H} \cdot \mathrm {m} ^{-1}\\&=8,987\ 551\ 787\ 368\ 176\ 4\cdot 10^{9}\ \mathrm {N\cdot m^{2}\cdot C^{-2}} \!\,.\\\end{aligned}}}
Koeficient je odvisen od določenih značilnosti prostora in se ga lahko izračuna eksaktno. Tu je {\displaystyle c\ } hitrost svetlobe, {\displaystyle \mu _{0}\ } pa indukcijska konstanta.
Opazi se lahko, da je zakon po svoji obliki podoben Newtonovemu splošnemu gravitacijskemu zakonu, le da je masa vedno pozitivna, zato je gravitacijska sila vedno privlačna. Razmerje med velikostjo električne privlačne sile in gravitacijske sile med elektronoma je (glej tudi Diracova domneva velikih števil):
{\displaystyle {\frac {F_{\mathrm {e} }}{F_{\mathrm {g} }}}={\frac {\kappa _{\rm {e}}}{\kappa }}{\frac {e_{0}^{2}}{m_{\rm {e}}^{2}}}\approx 416,6\cdot 10^{40}\!\,.}
Tu je {\displaystyle \kappa \ } gravitacijska konstanta, {\displaystyle e_{0}\ } osnovni naboj in {\displaystyle m_{\rm {e}}\ } mirovna masa elektrona. Električna sila je precej izdatnejša od gravitacijske. V svetu velikih teles pa gravitacijska sila prevlada, saj se pozitivni in negativni naboj telesa izravnata.

## Vektorska oblika
Sila je vektorska količina. Leži na zveznici obeh nabojev. Matematično se lahko zato Coulombov zakon zapiše v obliki, ki to upošteva. Naj v izbranem inercialnem opazovalnem sistemu do nabojev e1 in e2 segata krajevna vektorja {\displaystyle {\vec {\mathbf {r} }}_{1}} in {\displaystyle {\vec {\mathbf {r} }}_{2}}. Električna sila prvega naboja na drugega je enaka:
{\displaystyle {\vec {\mathbf {F} }}_{\mathrm {e} 12}=-{\frac {1}{4\pi \varepsilon _{0}}}{\frac {e_{1}e_{2}}{({\vec {\mathbf {r} }}_{1}^{\,2}-{\vec {\mathbf {r} }}_{2}^{\,2})}}{\frac {{\vec {\mathbf {r} }}_{1}^{\,2}-{\vec {\mathbf {r} }}_{2}^{\,2}}{|{\vec {\mathbf {r} }}_{1}^{\,2}-{\vec {\mathbf {r} }}_{2}^{\,2}|}}\!\,.}
Električno silo drugega naboja na prvega se dobi, če se zamenjata indeksa 1 in 2:
{\displaystyle {\vec {\mathbf {F} }}_{\mathrm {e} 21}=-{\frac {1}{4\pi \varepsilon _{0}}}{\frac {e_{2}e_{1}}{({\vec {\mathbf {r} }}_{2}^{\,2}-{\vec {\mathbf {r} }}_{1}^{\,2})}}{\frac {{\vec {\mathbf {r} }}_{2}^{\,2}-{\vec {\mathbf {r} }}_{1}^{\,2}}{|{\vec {\mathbf {r} }}_{2}^{\,2}-{\vec {\mathbf {r} }}_{1}^{\,2}|}}\!\,.}
Pri tem je:
{\displaystyle ({\vec {\mathbf {r} }}_{1}-{\vec {\mathbf {r} }}_{2})^{2}=({\vec {\mathbf {r} }}_{2}-{\vec {\mathbf {r} }}_{1})^{2}=|{\vec {\mathbf {r} }}_{1}-{\vec {\mathbf {r} }}_{2}|^{2}\!\,} ... kvadrat razdalje med nabojema,
{\displaystyle ({\vec {\mathbf {r} }}_{1}-{\vec {\mathbf {r} }}_{2})/|{\vec {\mathbf {r} }}_{1}-{\vec {\mathbf {r} }}_{2}|\!\,} ... enotski vektor od drugega naboja k prvemu,
{\displaystyle ({\vec {\mathbf {r} }}_{2}-{\vec {\mathbf {r} }}_{1})/|{\vec {\mathbf {r} }}_{2}-{\vec {\mathbf {r} }}_{1}|\!\,} ... enotski vektor od prvega naboja k drugemu.
Skladno z zakonom o vzajemnem učinku sta sili {\displaystyle {\vec {\mathbf {F} }}_{\mathbf {e} 12}} in {\displaystyle {\vec {\mathbf {F} }}_{\mathbf {e} 21}} nasprotno enaki.

## Sistem več nabojev
Če obstajata več kot dva točkasta naboja, deluje vsak od nabojev z električno silo na vse preostale naboje, nanj pa delujejo električne sile vseh ostalih nabojev. Sile se vektorsko seštevajo. Na naboj e v točki s krajevnim vektorjem {\displaystyle {\vec {\mathbf {r} }}} tako deluje sila:
{\displaystyle {\vec {\mathbf {F} }}_{\mathrm {e} }=-{\frac {e}{4\pi \varepsilon _{0}}}\sum _{j}{\frac {e_{j}({\vec {\mathbf {r} }}_{j}-{\vec {\mathbf {r} }})}{|{\vec {\mathbf {r} }}_{j}-{\vec {\mathbf {r} }}|^{3}}}\!\,.}
Indeks j teče po vseh nabojih v prostoru z izjemo e.

## Ploskovno in prostorsko porazdeljen naboj
Včasih ni mogoče računati s točkastimi naboji, ampak se obravnava naboj, ki je porazdeljen po ploskvi ali po prostoru. Izraz za sistem več nabojev se lahko posploši tako, da se vsota nadomesti s ploskovnim ali prostorninskim integralom:
{\displaystyle {\vec {\mathbf {F} }}_{\mathrm {e} }=-{\frac {e}{4\pi \varepsilon _{0}}}\int _{S'}{\frac {\sigma ({\vec {\mathbf {r'} }})({\vec {\mathbf {r} }}'-{\vec {\mathbf {r} }})\,\mathrm {d} S'}{|{\vec {\mathbf {r} }}'-{\vec {\mathbf {r} }}|^{3}}}\!\,,}
{\displaystyle {\vec {\mathbf {F} }}_{\mathrm {e} }=-{\frac {e}{4\pi \varepsilon _{0}}}\int _{V'}{\frac {\rho ({\vec {\mathbf {r'} }})({\vec {\mathbf {r} }}'-{\vec {\mathbf {r} }})\,\mathrm {d} V'}{|{\vec {\mathbf {r} }}'-{\vec {\mathbf {r} }}|^{3}}}\!\,.}
Pri tem je {\displaystyle \sigma =\mathrm {d} e/\mathrm {d} S\ } ploskovna gostota naboja, {\displaystyle \rho =\mathrm {d} e/\mathrm {d} V\ } pa (prostorninska) gostota naboja.